# Edwin Bryant (Indologe)
Edwin Francis Bryant (* 1957) ist ein US-amerikanischer Indologe und Hochschullehrer an der Rutgers University. 

## Leben
Edwin Bryant erhielt seinen  Doktorgrad in Indologie von der Columbia University im Jahr 1997. Er lehrte an der Harvard University und ist derzeit Professor für Indologie an der Rutgers University. Er veröffentlichte sechs Bücher und verfasste eine Reihe von Artikeln über die vedische Geschichte, Yoga und die Krishnatradition. Er lebte mehrere Jahre in Indien, wo er auch Sanskrit studierte.

## Werke
- Edwin F. Bryant The Quest for the Origins of Vedic Culture: The Indo-Aryan Migration Debate. — Oxford; New York: Oxford University Press, 2001. — xi, 387 p. — ISBN 0-19-513777-9, ISBN 0-19-516947-6 (pbk.)
- Edwin F. Bryant Krishna: The Beautiful Legend of God; Śrīmad Bhāgavata Purāṇa, Book X; with chapters 1, 6 and 29-31 from Book XI / Translated with an introduction and notes by Edwin F. Bryant. — London: Penguin Books, 2003. — xxxi, 515 p. — ISBN 0-14-044799-7
- Edwin F. Bryant and Maria L. Ekstrand The Hare Krishna Movement: The Postcharismatic Fate of a Religious Transplant. — New York; Chichester: Columbia University Press, 2004. — xix, 448 p. — ISBN 0-231-12256-X
- Edwin F. Bryant and Laurie L. Patton Indo-Aryan Controversy: Evidence and Inference in Indian History. — 1st ed. — London: Routledge, 2005. — 522 p. — ISBN 0-7007-1462-6 (cased), ISBN 0-7007-1463-4 (pbk.)
- Edwin F. Bryant Krishna: a Sourcebook. — 1st ed. — Oxford; New York: Oxford University Press, 2007. — xiv, 575 p. — ISBN 0-19-514891-6 (hbk.) ISBN 0-19-514892-4 (pbk.)
- Edwin F. Bryant The Yoga Sūtras of Patañjali: A New Edition, Translation, and Commentary with Insights from the Traditional Commentators. — 1st ed., illustrated. — New York: North Point Press, 2009. — xvii, 598 p. — ISBN 0-86547-736-1